# 니시아자부

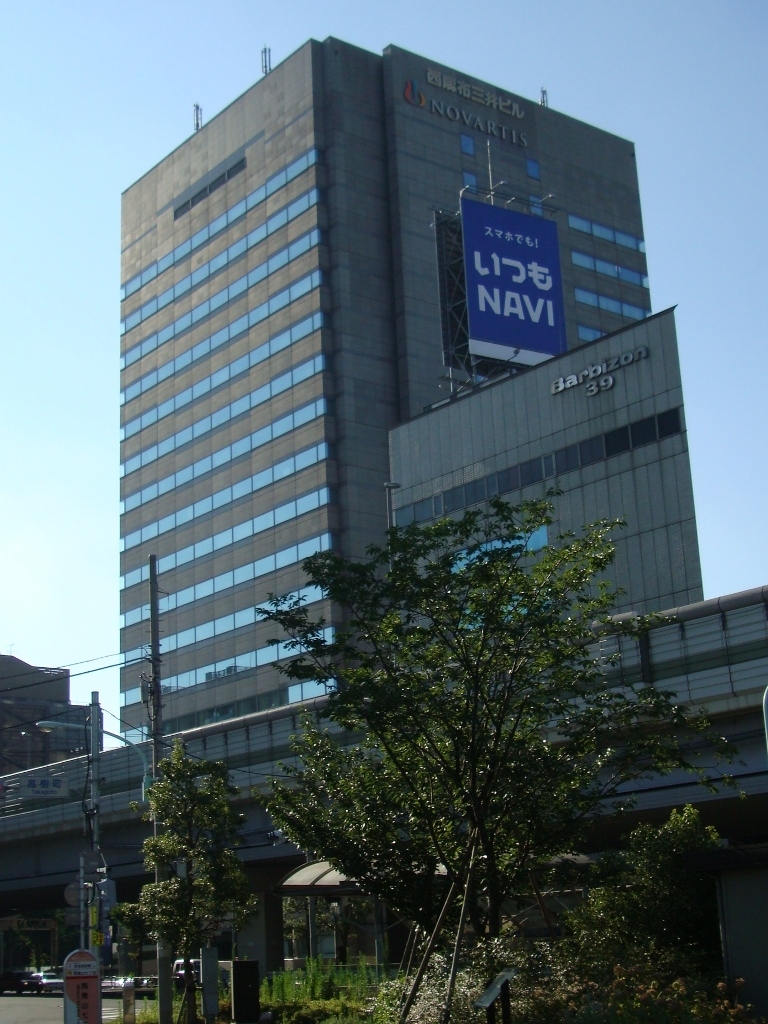

니시아자부(일본어: 西麻布 니시아자부[*])는 도쿄도 미나토구의 지명이다.

## 시설
- 예멘 대사관
- 우크라이나 대사관
- 우루과이 대사관
- 에콰도르 대사관
- 엘살바도르 대사관
- 가나 대사관
- 그리스 대사관
- 과테말라 대사관
- 코스타리카 대사관
- 도미니크 공화국 대사관
- 니카라과 대사관
- 아이티 대사관
- 파나마 대사관
- 베네수엘라 대사관
- 벨리즈 대사관
- 볼리비아 대사관
- 온두라스 대사관
- 라오스 대사관
- 루마니아 대사관